# Islandadd Bridge

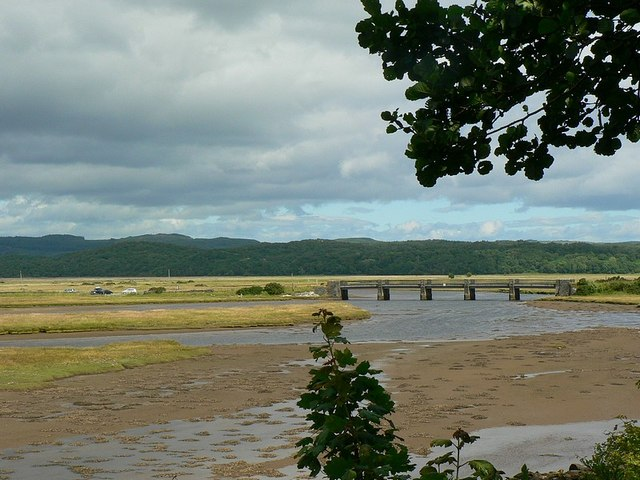
Islandadd Bridge

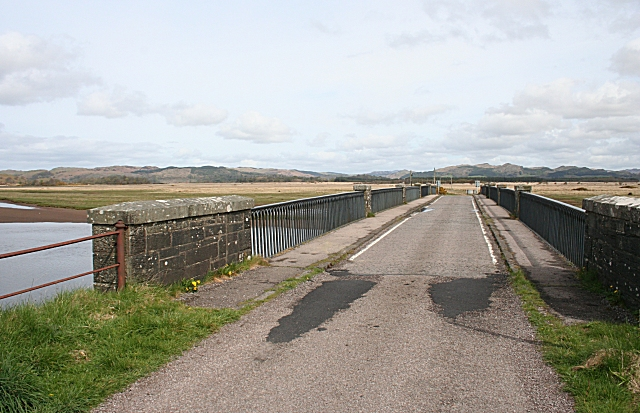
Blick über die Fahrbahn

Die Islandadd Bridge ist eine gusseiserne Brücke über den Mündungsbereich des Flusses Add in den Jura-Sund. Sie führt die Nebenstraße B8025, die in der kleinen Siedlung Bellanoch 200 m südlich der Brücke beginnt und in nordöstlicher Richtung nahe Kilmartin an einer Einmündung in die A816 endet. Sie gilt als die größte und architektonisch bedeutendste Brücke dieses Typs in Schottland.
Die Islandadd Bridge wurde im Jahre 1851 fertiggestellt. Als Architekt war John Gardner für die Planung verantwortlich. 1989 wurde die Islandadd Bridge in die schottischen Denkmallisten in der höchsten Kategorie A aufgenommen. Bedingt durch ihre Lage inmitten der sehr dünn besiedelten Region Knapdale und der Nähe der A816 besitzt die Brücke eine geringe verkehrstechnische Bedeutung.

## Beschreibung
Die Brücke besteht aus fünf Segmenten, die von vier aus Quaderstein gemauerten Pfeilern getragen werden. Der Untergurt ist einfach gestaltet und mit Querstreben versehen. Möglicherweise wurde er erst nachträglich zur Stabilisierung angebracht. Entlang der Fahrbahn verlaufen beidseitig schlanke gusseiserne Geländer. Sie zeigen stilisierte, langgezogene Arkadenmuster und überbrücken jeweils die Distanz zwischen zwei Brückenpfeilern. Die Islandadd Bridge ist nur einspurig befahrbar. 